# Ловчен
Ловчен (серб. Lovćen/Ловћен) — гора и национальный парк на юго-западе Черногории.
Гора Ловчен возвышается от берегов Адриатического моря, замыкая долгий и крутой Которский залив и образуя пригород прибрежного города Котор. Гора имеет две вершины, Штировник (1,749 м) и Језерски врх (1,657 м).
Гора имеет скалистый уклон, с множеством трещин, ям и глубоких углублений, придающими ей весьма специфический вид. Располагаясь на границе двух совершенно разных климатов, морского и горного, гора Ловчен находится под влиянием их обоих. Необычное соединение жизненных обстоятельств обусловило развитие различных биологических систем. На Ловчене 1158 видов растений, которые являются свойствеными для данной территории.

## Национальный парк
Национальный парк охватывает центральную и самую высокую часть горного массива Ловчен и покрывает территорию 62,2 км². Эта часть была провозглашена национальным парком в 1952 году. Парк был учрежден для защиты уникальной природы, а также исторического, культурного и архитектурного наследия.
На территории национального парка Ловчен находится множество памятников национального зодчества. Яркий образец — селение Негуши, родовое селение черногорской королевской династии Петровичей.
Самый большой и наиболее важный монумент национального парка Ловчен — Мавзолей Петра II Петровича Негоша.